# Joanna Maria Béthune
Joanna Maria Béthune (ur. ok. 1672 - zm. 11 marca 1744 we Lwowie) – wojewodzina ruska, żona kanclerza wielkiego koronnego Jana Stanisława Jabłonowskiego

## Życiorys
Była córką markiza Franciszka de Bethune i Ludwiki Marii d’Arquien, siostry królowej Marii Kazimiery. 6 lutego 1693 w Grodnie poślubiła wówczas chorążego wielkiego koronnego późniejszego kanclerza Jana Stanisława Jabłonowskiego. W 1700 Jabłonowski wraz z żoną wyruszył przez Niemcy, Holandię i Niderlandy do Francji, ich trasa podróży wiodła dalej do Italii. Towarzyszący im wówczas jezuita, kapelan nadworny Jabłonowskich Tomasz Perkowicz spisał niezachowany do dziś dziennik tej zagranicznej peregrynacji. Joanna nie odgrywała samodzielnej roli politycznej, ale namówiła męża żeby poparł Stanisława Leszczyńskiego. W 1695 wykupiła od Leszczyńskiego starostwo Mościckie, posiadała również starostwo świeckie, które w 1742 oddała synowi Dymitrowi. W 1735 odkupiła od królewicza Jakuba Sobieskiego Marywil, który trzy lata później sprzedała kanclerzowi Andrzejowi Załuskiemu
Joanna urodziła sześcioro dzieci. Jej synami byli: Stanisław Wincenty, Jan Kajetan, Dymitr Hipolit. Córki: Katarzyna Dorota poślubiła podskarbiego wielkiego koronnego Franciszka Maksymiliana Ossolińskiego, Marianna została żoną Karola Fryderyka de la Tremouille, księcia de Talmont, natomiast Ludwika wstąpiła do lwowskiego klasztoru benedyktynek. Joanna Jabłonowska zmarła we Lwowie 18 marca 1744, gdzie rozpoczęły się uroczystości pogrzebowe wojewodziny, a wystawny i sprawowany z wielką pompą pogrzeb odbył się 21 marca u lwowskich jezuitów.